# Księżyce

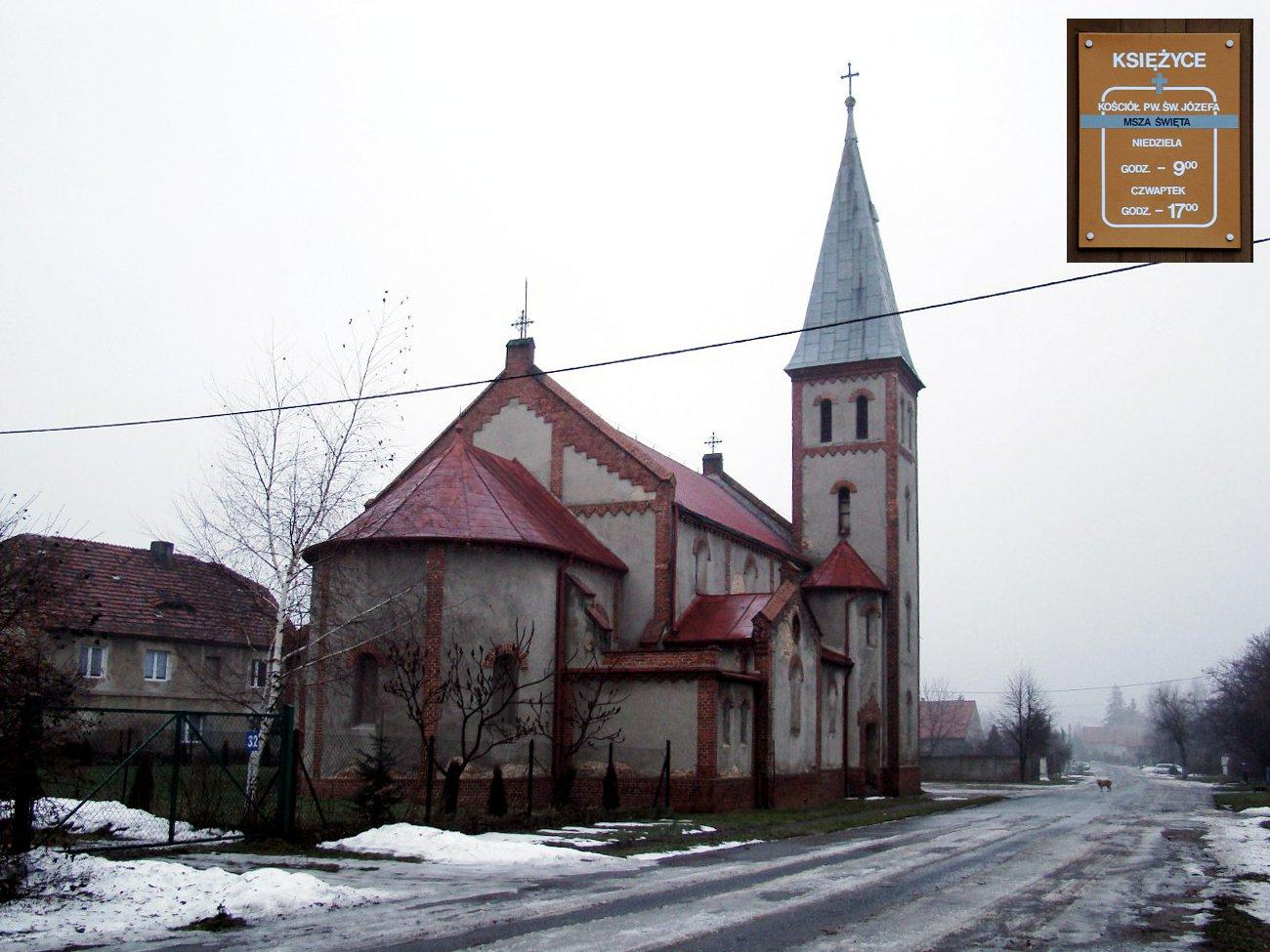
Filialkirche St. Josef

Księżyce (deutsch: Knischwitz) ist ein Ort in der Stadt- und Landgemeinde Wiązów im Powiat Strzeliński der Woiwodschaft Niederschlesien in Polen.

## Geographie
Das Angerdorf Księżyce liegt vier Kilometer südlich von Wiązów (Wansen), elf Kilometer östlich von Strzelin (Strehlen) und rund 45 Kilometer südöstlich von Breslau in der Nizina Śląska (Schlesische Tiefebene).
Ortsteil von Księżyce ist der Weiler Kęszyce (Kanschwitz).
Nachbarort von Księżyce ist im Westen Wyszonowice (Ruppersdorf).

## Geschichte
Der Ort erscheint 1383 als „Kneschciz“ und 1421 als „Kneysicz“. Nach dem Ersten Schlesischen Krieg fiel Knischwitz 1741/42 mit dem größten Teil Schlesiens an Preußen.
Grundherr war im 19. Jahrhundert das Majorat Klein Öls der Familie Yorck von Wartenburg. Im Zuge von Grenzbereinigungen zwischen den schlesischen Regierungsbezirken gab der Kreis Grottkau 1816 Knischwitz an den Kreis Ohlau ab. 1845 zählte Knischwitz 62 Häuser, zwei Freischoltiseien, 373 überwiegend katholische Einwohner (11 evangelisch, 1 jüdisch), evangelische Kirche zu Ruppersdorf, katholische Kirche zu Alt Wansen, eine katholische Schule mit einem Lehrer, ein Wirtshaus, eine Putzmacherin, acht andere Handwerker und 50 Bienenkörbe. 1874 wurde der Amatsbezirk Knischwitz gebildet, der die Landgemeinden Hermsdorf, Knieschwitz, Köchendorf und Marienau und der Gutsbezirk Kanschwitz umfasste. Erster Amtsvorsteher war der Scholtiseibesitzer Dierschke in Knischwitz. 1885 zählte der Ort 332 Einwohner.
Zum 1. Oktober 1932 wurde der Kreis Ohlau aufgelöst und die Landgemeinde Knischwitz dem Kreis Strehlen zugeschlagen. 1933 zählte Knischwitz 339 Einwohner, 1939 waren es 311 Einwohner. Bis 1945 befand sich der Ort im Landkreis Strehlen.
Als Folge des Zweiten Weltkriegs fiel Knischwitz mit fast ganz Schlesien 1945 unter polnische Verwaltung. Nachfolgend wurde es durch die polnische Administration in Księżyce umbenannt. Die Einwohner wurden größtenteils vertrieben. Die neu angesiedelten Bewohner stammten teilweise aus Ostpolen, das an die Sowjetunion gefallen war.

## Sehenswürdigkeiten
- Die römisch-katholische Filialkirche St. Josef (Kościół św. Józefa Oblubieńca) wurde zwischen 1903 und 1906 errichtet.

## Persönlichkeiten
- Richard Woitaske (1903–1944), Steyler Missionar und Märtyrer
- Julia Szychowiak (* 1986), polnische Dichterin, lebt in Księżyce